# 李賢經
李賢經，字濟安，贵州南龍人，清朝政治人物、同進士出身。

## 生平
雍正八年（1730年）庚戌科進士，三甲二百二十名，官監察御史，掌山西道。